# 실질소득
실질소득은 인플레이션을 감안한 개인이나 국가의 소득이다. 명목소득을 물가수준으로 나누어 계산한다. 실질소득, 실질GDP 등 실질변수는 물리적 단위로 측정되는 변수 (수학)이고, 명목소득, 명목GDP 등 명목변수는 화폐단위로 측정되는 변수이다. 따라서 실질소득은 그 소득으로 구매할 수 있는 재화와 서비스의 양을 측정하므로 웰빙을 나타내는 더 유용한 지표이다.
고전적 이분법 이론에 따르면, 실제 변수와 명목 변수는 장기적으로 별개이므로 서로 영향을 받지 않는다. 즉, 명목 시작 소득이 100이고 인플레이션이 10%(일반적인 가격 상승, 예를 들어 가격이 10인 경우 현재 비용은 11)인 경우 명목 소득이 여전히 100이면 대략 9% 더 적게 구매할 수 있다. 따라서 명목 소득이 인플레이션에 맞게 조정되지 않으면(10% 증가하지 않음) 실질 소득은 약 9% 감소한다. 그러나 고전적 이분법이 적용되면 명목 소득은 결국 10% 증가하고 실질 소득은 원래 가치에서 변하지 않는다.